# 方正圣堂

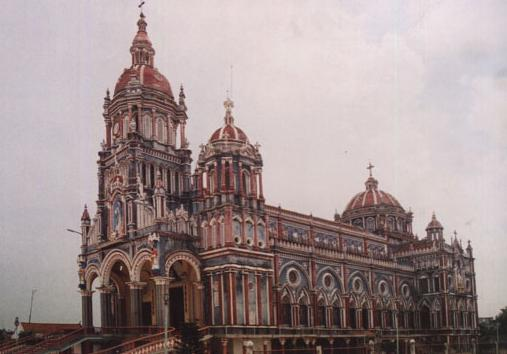

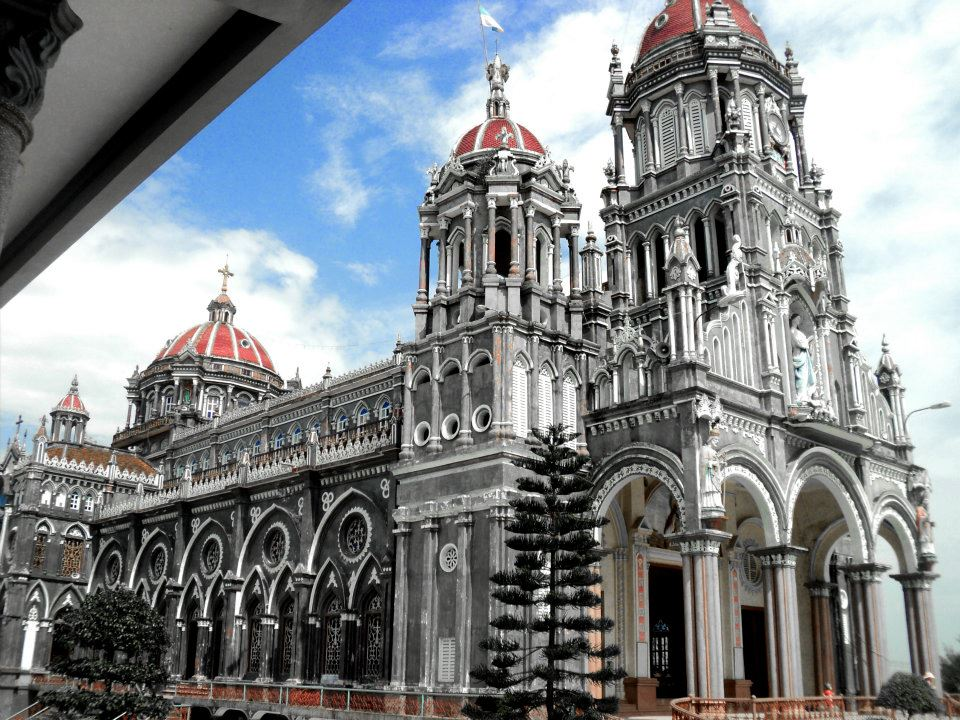

方正圣堂（Nhà thờ Phương Chính）是一座大型天主教教堂，位于越南南定省海后县海潮社。该教堂于1998年新建，采用印度支那洛可可风格。
方正堂区原名海潮堂区，成立于1910年。1936年，Hồ Ngọc Cẩn主教将其名称更改为方正堂区。1945年，建于1900年的圣母升天教堂被海水入侵，不得不搬到村庄的北部。
1995年，堂区建造了一座新教堂，长63m，宽18m，高20m。 由于教堂是在冲积土上建造的，因此不得不在浇筑混凝土之前，在深处疏通泥浆，并使用15,000根竹竿稳定。1998年竣工。